# Hà Thị Cầu
Hà Thị Cầu (1928 – 2013) là một nghệ nhân hát xẩm. Bà được xem là nghệ nhân hát xẩm cuối cùng của thế kỷ XX và từng được mệnh danh là "báu vật nhân văn sống".

## Tiểu sử
Bà tên thật Hà Thị Năm (Cầu là cách gọi theo tên con trai cả ở vùng Yên Mô, Ninh Bình). Theo một số nhận định, bà sinh năm 1917, tuy nhiên theo chị Mận, con gái của bà, thì bà sinh năm 1928 tại huyện Ý Yên, tỉnh Nam Định trong một gia đình 3 đời hát xẩm. Cha bà là một người hát xẩm bị khiếm thị. Năm 11 tuổi, cha mất và bà cùng mẹ rời Nam Định về sinh sống tại thôn Quảng Phúc, xã Yên Phong, huyện Yên Mô, tỉnh Ninh Bình.
Khoảng 8 tuổi, bà đã bê chiếc thau đồng theo bố mẹ lê la khắp các chợ quê để hành nghề hát xẩm kiếm sống. Định cư tại Yên Mô, Ninh Bình, hai mẹ con bà nương nhờ học hát tại nhà ông trùm xẩm Chánh Trương Mậu khi đó hiện là trưởng sáu gánh hát ở Ninh Bình. Năm 16 tuổi, bà trở thành người vợ thứ 18 của ông trùm xẩm Nguyễn Văn Mậu (biệt danh là Chánh Trương Mậu). Năm đó ông Mậu 49 tuổi, từng chung sống với 17 người đàn bà, trong đó có 8 bà chính thức. Khi bà 33 tuổi thì ông Mậu qua đời, để lại cho bà 7 người con; sau thì 4 người lần lượt qua đời vì bệnh đậu mùa. Con rể bà làm nghề đánh cá, còn con gái buôn bán rong các chợ Bút, chợ Ninh, chợ Nam Dân ở Ninh Bình.
Vợ chồng bà có mảnh đất từ trước 1945. Năm 1954, khi về định cư thì gia tài chỉ có hai cái niêu, một dùng để rang và một dùng để nấu. Từ nhỏ, bà đã hát xẩm nhưng lại không biết làm nghề gì khác nên đời sống rất nghèo khổ. Vì nghèo nên bà đã mất một người con sơ sinh còn một người nữa thì phải đem cho. Gần đây, mẹ con bà mới đoàn tụ.
Cuối những năm 1980, nhà bà mới được Chính phủ Việt Nam cấp ruộng. Năm 1992, gia đình bà xây một căn nhà nhưng không có công trình phụ.
Bà mất ngày 3 tháng 3 năm 2013 tại nhà riêng nơi bà sống tại xã Yên Phong, Yên Mô, Ninh Bình, không lâu sau lễ mừng thọ 85 tuổi.

## Sự nghiệp
Năm 1977, sau ngày Việt Nam thống nhất, bà viết bài Theo Đảng trọn đời. Sau đó, bà được tham dự nhiều hội diễn văn nghệ quần chúng toàn quốc, đoạt được nhiều huy chương vàng và giải thưởng đặc biệt. Năm 1981–1982, bà được Nhạc viện Hà Nội mời tham gia phụ trách chương trình nghệ thuật chào mừng Đại hội Đảng toàn quốc lần thứ V.
Bà đã nhận được bằng khen năm 1998 của Đài Tiếng nói Việt Nam và giải đặc biệt "Nghệ nhân hát chèo tỉnh Ninh Bình" trong Liên hoan Trích đoạn tuồng chèo hay toàn quốc.
Bước vào tuổi 80, bà kết thúc công việc hát rong của mình. Hoàn cảnh khó khăn của gia đình bà đã được đề cập nhiều trên các phương tiện truyền thông và đã nhận được nhiều sự ủng hộ tích cực của nhiều người hảo tâm.
Năm 2003 bà Hà Thị Năm đã được Nhà nước Việt Nam trao tặng danh hiệu Nghệ sĩ ưu tú lĩnh vực hát xẩm.
Những làn điệu xẩm cùng giọng hát của bà là những di sản quý giá còn lại của nghệ thuật xẩm. Bà đã được Hội Văn nghệ dân gian Việt Nam tổ chức trao tặng danh hiệu Nghệ nhân dân gian vào ngày 25 tháng 12 năm 2004
Năm 2008, Nghệ nhân Hà Thị Cầu đã nhận được Giải thưởng Đào Tấn, giải thưởng dành cho những đóng góp trong việc gìn giữ vốn quý nghệ thuật dân tộc .
Mặc dù những giải thưởng và danh hiệu, nhưng cuộc sống của bà vẫn vô cùng khổ cực. Đến cuối đời, bà vẫn chưa một ngày thoát khỏi cảnh nghèo khó và gia đình bà Cầu thuộc diện những hộ dân nghèo nhất xã Yên Phong.

## Tính cách
Nghệ nhân Hà Thị Cầu tuy không biết chữ nhưng có rất nhiều câu cửa miệng. Chẳng hạn khi hỏi chuyện cát-xê khi xưa, bà buột miệng: "Bảo Đại [ý nói đồng tiền Bảo Đại] làm hại ăn mày"; hay chuyện bà đang phải uống thuốc thì bà nói: "Thuốc nam đánh giặc thuốc bắc lấy tiền". Có một câu mà bà Cầu nhắc lại nhiều lần: "Vất vả tại số, dở dương tại giờ-ời". 

## Đánh giá
| “                    | Nghệ nhân Hà Thị Cầu là một pho sử sống về nghệ thuật hát xẩm. Cuộc đời bà như một con tằm đã xong kiếp nhả tơ. Không ruộng vườn, không lương hưu, vẫn nghèo khổ như thuở ôm con đi hát rong khắp mọi miền, bà sống dựa vào tình thương yêu, sự giúp đỡ của những người yêu mến giọng hát của bà. | ” |
| — Nhạc sĩ Quang Long | |   |

| “                | Trong nghệ thuật hát xẩm, bà Hà Thị Cầu được đánh giá là nghệ nhân duy nhất còn lưu giữ được nhiều làn điệu cổ của nghề. Bà cũng là người có thể tự đặt lời mới mang hơi thở của thời đại cho các làn điệu xẩm truyền thống." | ” |
| — Báo Thanh Niên | |   |

| “                       | ... cách hát và chơi đàn của nghệ nhân Hà Thị Cầu vô cùng độc đáo và ở Việt Nam gần như không có người thứ hai." | ” |
| — Nghệ sĩ Mai Tuyết Hoa | |   |

## Tôn vinh

### Giải thưởng
- Bà được Nhà nước Việt Nam trao tặng danh hiệu "Nghệ sĩ Ưu tú" đợt xét duyệt 2003.[12]
- Bà được Hội Văn nghệ dân gian Việt Nam trao tặng danh hiệu "Nghệ nhân Dân gian" vào ngày 25 tháng 12 năm 2004[12].
- Năm 2008, Nghệ nhân Hà Thị Cầu được nhận giải thưởng "Đào Tấn", giải thưởng dành cho những đóng góp trong việc gìn giữ vốn quý nghệ thuật dân tộc.[13]
- Năm 1998, bà đã nhận được bằng khen của Đài Tiếng nói Việt Nam và giải đặc biệt "Nghệ nhân hát chèo tỉnh Ninh Bình" trong Liên hoan Trích đoạn tuồng chèo hay toàn quốc.[12]

### Bộ phimXẩm đỏ
Xẩm đỏ là tên một bộ phim mới nhất về nghệ nhân Hà Thị Cầu, người được mệnh danh là "báu vật nhân văn sống" của môn nghệ thuật hát xẩm. Bộ phim dài 35 phút của đạo diễn Lương Đình Dũng đã tái hiện được một phần nào cuộc đời vất vả, khổ cực của bà Cầu qua những câu hát xẩm. Hoàn thành sau 2 năm bấm máy, với 1.200 phút hình ảnh tác giả chỉ chọn ra 35 phút để dựng thành phim "Xẩm đỏ". Bộ phim tài liệu "Xẩm đỏ" đã ra mắt khán giả vào ngày 18 tháng 08 năm 2011. Phim do Trung tâm UNESCO Điện ảnh phát triển kết hợp với hãng truyền thông Tứ Vân phối hợp sản xuất.

### Đề cử hát xẩm là di sản thế giới
Ngày 26 tháng 11 năm 2011, Nhà hát Chèo Ninh Bình đã tổ chức lễ khai trương công trình khôi phục, bảo tồn và phát triển nghệ thuật hát xẩm nhằm sưu tầm, biên soạn, truyền dạy và phổ biến các bài hát xẩm theo các làn điệu cổ truyền, dàn dựng chương trình hát xẩm, bảo tồn, phát triển nghệ thuật hát xẩm. Các nghệ sĩ đã sưu tầm các làn điệu, các bài hát xẩm cổ truyền, biên soạn chương trình và trực tiếp truyền dạy nghệ thuật hát xẩm cho các diễn viên, nhạc công Nhà hát Chèo Ninh Bình và các diễn viên quần chúng ở xã Yên Phong (Yên Mô) – quê hương của nghệ nhân Hà Thị Cầu. Theo kế hoạch, đến tháng 12 năm 2011 thì dự án sẽ được báo cáo phần khung với lãnh đạo tỉnh Ninh Bình. Đồng thời, thông qua các hoạt động của Dự án cũng chính là bước đệm để trình UNESCO công nhận hát xẩm là "Di sản văn hóa phi vật thể của thế giới".

## Đĩa nhạc
- VCD Giai điệu 4 mùa[16]
- CD Xẩm chợ - Hồ Gươm Audio phát hành[17].
- CD Hát xẩm - Viện âm nhạc[18]